# Natação artística no Campeonato Europeu de Esportes Aquáticos de 2022 - Rotina técnica dueto misto
A prova da rotina técnica dueto misto da natação artística no Campeonato Europeu de Esportes Aquáticos de 2022 ocorreu no dia 15 de agosto no Foro Italico, em Roma na Itália.

## Calendário
| Fase  | Data         | Hora  |
| ----- | ------------ | ----- |
| Final | 15 de agosto | 11:00 |

Todos os horários estão no horário local (UTC+1)

## Medalhistas
| Ouro                                          | Prata                             | Bronze                                           |
| Itália · Giorgio Minisini · Lucrezia Ruggiero | Espanha · Emma García · Pau Ribes | Eslováquia · Jozef Solymosy · Silvia Solymosyová |

## Resultado final
Esse foi o resultado da final.
| Pos.              | Nacionalidade | Nadadores                          | Pontos  |
| ----------------- | ------------- | ---------------------------------- | ------- |
| Medalha de ouro   | Itália        | Giorgio Minisini Lucrezia Ruggiero | 89.3679 |
| Medalha de prata  | Espanha       | Emma García Pau Ribes              | 83.7548 |
| Medalha de bronze | Eslováquia    | Jozef Solymosy Silvia Solymosyová  | 75.5914 |
| 4                 | Bélgica       | Renaud Barral Lisa Ingenito        | 73.5119 |
| 5                 | Sérvia        | Jelena Kontić Ivan Martinović      | 68.1061 |